# 장락곡
《장락곡》(长乐曲) 은 2024년 방송되었던 중국의 드라마이다.

## 줄거리
- 어려서부터 형부 소속의 스승 밑에서 사건을 해결하는 법을 배운 안행은 형부에 들어가 진범을 잡으며 정의를 바로 세운다. 그러던 어느 날, 안행의 셋째 언니가 태황태후의 사혼을 거부하고 도망치는 바람에 안행은 언니 대신 내위부 대각령 심도와 혼인한다. 도성에 기이한 사건이 자주 발생하자 안행과 심도는 사건 해결에 나서고, 놀라운 음모를 파헤치며 양안성의 평화와 정의를 지킨다. 그리고 사건을 해결할 때마다 두 사람의 감정 또한 점점 깊어 간다.

## 등장 인물
- 딩위시 - 심도 역
- 동은희 (Ancy Deng) - 안행 역
- 마오쯔쥔 - 내라직 역
- 초연 (Yelena Shaw) - 육수수 역
- 쑹팡위안 - 운작 역
- 허싸이페이 - 주후 역
- 마오린린 - 영안공주 역
- 야오이천 - 서상인 역
- 장천양 (张天阳) - 소중 역
- 손택원 (kele) - 반치 역
- 한청위 - 막겸지 역

## 참고 사항
- 극중 서상인과 막겸지 역을 맡은 야오이천과 한청위는 《유리미인살》이 종영한지 5년만에 재회하였다.
- 쑹팡위안은 《군성섬요시》가 종영한 이후 4개월만에 출연하는 작품이기도 하다